# Золотой миллиард
«Золотой миллиард» — центральное понятие конспирологической теории, согласно которой некие тайные силы («западная элита») разными способами добиваются перераспределения львиной доли благ в пользу сравнительно небольшой богатой доли населения Земли («золотого миллиарда»), подразумевая население «западных стран», при этом они якобы стремятся уничтожить Россию и её жителей. В 1990-х годах этой теорией отдельные публицисты пытались объяснить падение уровня жизни граждан России в ходе либеральных реформ. Также выражение «золотой миллиард» может применяться в российской публицистике для обозначения экономического разрыва между населением богатых (стран с высоким уровнем доходов, большая часть из которых является одновременно и развитыми странами) и бедных стран, и отражения дисбаланса в уровне жизни и потребления между ними и развивающимися странами.
Впервые выражение «золотой миллиард» в виде теории заговора появилось в статьях советского публициста А. К. Цикунова в конце 1980-х годов. В конце 1990-х годов популяризацией этой идеи занимался Сергей Кара-Мурза.

## Происхождение
Концепция «золотого миллиарда» зародилась, предположительно, в СССР в 1970-е годы и получила дальнейшее развитие в 1980-е. Эта концепция изначально рассматривала угрозу перенаселения Земли и исчерпания её ресурсов без каких-либо конспирологических обоснований. На неё прямо или косвенно ссылались видные ученые, в том числе математик Никита Моисеев и физик Сергей Капица. Виталий Бабенко в статье «Золотая десятка» пишет, что в 70-е годы на страницах разных изданий замелькало выражение «золотой миллиард», которое было частью дискуссии экологического характера, вызванной докладом Римского клуба «Пределы роста», и было связано с предположением экологов, что Земля может выдержать на себе не более миллиарда человек без истощения ресурсов и необратимых изменений в экологии.
В статье «Если деградирует среда обитания. Мечта о „золотом миллиарде“» геолог Рудольф Баландин вспоминает:
«… Так уж вышло, что об этом самом миллиарде избранных я услышал в конце восьмидесятых, работая в одной из научных групп, готовивших экологическую концепцию доклада руководителя СССР к совещанию в Рио-де-Жанейро. На одном из заседаний выступил академик Никита Моисеев.

Он… сообщил, что выход из надвигающегося глобального экологического кризиса — прежде всего в ограничении рождаемости и доведении числа землян до одного миллиарда.

— Одного миллиарда кого? — спросил я.

— Одного миллиарда самых достойных людей. Именно столько может существовать в биосфере, не уничтожая её… Но это будут лучшие люди, золотой миллиард…»

В 1990 году публицист А. К. Цикунов (под псевдонимом А. Кузьмич) использовал основной концепт теории в своих публикациях для описания теории заговора, согласно которой якобы «Западные страны» желают контролировать ресурсы России из-за нехватки собственных. Для подтверждения своей конспирологической теории он использовал некорректное цитирование документов ООН, Международного валютного фонда, Всемирного банка и вовсе не существующие документы. В дальнейшем главным популяризатором конспирологической концепции «золотого миллиарда» стал Сергей Кара-Мурза.
В. А. Ацюковский приписывал авторство конспирологической концепции «золотого миллиарда» премьер-министру Великобритании Маргарет Тэтчер, которая якобы утверждала, что на территории России экономически оправдано проживание лишь 15 миллионов человек. Оригинал высказывания на английском языке не обнаружен, точной информации о дате высказывания и об обстоятельствах, в которых оно было сделано (на каком мероприятии, в каком контексте и т. п.) нет.

## Аргументы и опровержения
Основу концепта составляет идея высказанная в работах Томаса Мальтуса о том, что рост добычи и освоения ресурсов в мире отстаёт от опережающего роста народонаселения. Он указал на то, что население растёт в геометрической прогрессии, а освоение ресурсов (пищевых) — в арифметической, и ресурсы, к тому же, могут в будущем исчерпаться. Перенаселение Земли может быть остановлено лишь внешними причинами, которые сводятся к нравственному воздержанию или несчастьям (войны, эпидемии, голод), истинной причиной которых Мальтус полагал выявленное им противоречие. Однако мальтузианская теория не является общепринятой и подвергалась критике. Мальтус не учитывал начавшийся в странах Западной Европы и США во второй половине XIX века демографический переход — быстрое снижение рождаемости в индустриальном обществе до уровня замещения поколений, разработку и появление новых источников ресурсов — за счёт развития техники и технологий, «зелёной революции».
Сторонники конспирологической теории утверждают, что для преодоления глобального кризиса богатой частью мира был подготовлен доклад «Пределы роста», в котором якобы отражена концепция по перераспределению ресурсов Земли в пользу двадцати высокоразвитых стран. На самом деле авторы доклада лишь выдвинули теорию о том, что человечество близко к исчерпанию ресурсов Земли и, чтобы избежать катастрофы, необходимо, во-первых, сильно сократить потребление, а во-вторых, ограничить дальнейший рост населения планеты. «Пределы роста» были аналитическим докладом независимой экспертной группы, который никого ни к чему не обязывал. В самом докладе не упоминалось ни о «золотом миллиарде», ни о целенаправленном уничтожении, ни о стерилизации населения или перераспределении ресурсов. Авторы предлагали в первую очередь ограничить рождаемость с помощью пропаганды контрацепции и призывали к ограничению, в первую очередь, — жителей наиболее процветающих стран, путём увеличения налогов и снижения роста промышленного производства. Ряд учёных критиковали методологию и выводы доклада.
По мнению С. Г. Кара-Мурзы, существует некий заговор международных элит, которые разными способами добиваются перераспределения львиной доли благ в пользу сравнительно небольшой богатой доли населения Земли («Золотого миллиарда»), который потребляет львиную долю всех ресурсов на планете, за счёт всего остального мира. Наличие заговора предполагает глобальное манипулирование общественным сознанием в целях сохранения «устойчивого роста» в странах «золотого миллиарда», одновременно отрицая возможность такого же развития для стран — «сырьевых придатков», преграждая им пути проникновения на рынки «цивилизованного мира». Однако нет никаких доказательств существования международной неомальтузианской клики, которая задумала уничтожить или поработить большинство населения Земли. Крайне маловероятно, чтобы такой масштабный заговор, если бы он существовал, не стал бы широко известен.

### Использование выражения в России
Теория заговора широко применяется российской властью. Так в 2000 году президент Владимир Путин использовал выражение «золотой миллиард», объясняя различие между богатым «глобальным Севером» и бедным «глобальным Югом» участникам саммита стран Азиатско-Тихоокеанского экономического сотрудничества (АТЭС). В 2022 году В. В. Путин привёл эту теорию заговора для аргументации причин введения в этом году санкций против России, которые на самом деле ввели из-за вторжения России на Украину. Конспирологическую теорию «золотого миллиарда» использовали в своих речах М. Ковальчук, Д. Медведев, Н. Патрушев и С. Лавров. Путин и названные чиновники приписывают «золотому миллиарду» единую волю, что якобы некие тайные силы нарочно устроили так, чтобы одна часть стран оставалась в унизительной нищете. 
В редких случаях выражение использовалось отдельными российскими учеными в роли понятия «западный мир» для объяснения проблем перенаселения или экономического неравенства. Одной из вариацией является выражение «сытый миллиард».
- Профессор МГУ В. А. Вазюлин в 2006 году высказывал мнение, что «капитализм вступил в стадию вооружённой борьбы развитых капиталистических стран, в первую очередь США, с рядом других стран мира, которая может рассматриваться как единый процесс вооружённой борьбы „золотого миллиарда“ с остальным населением планеты»[27].
- Валерия Новодворская после того, как побывала в США, заявила[28]:

Наш путь на Запад, в западную цивилизацию. Да, это несовершенно, да, это не Царствие небесное, но это вполне сносная человеческая жизнь. Это лучшее из того, что на этой грешной земле допустимо. Я там была. Ребята, это хорошо. Это ещё не рай, но я не знаю, попаду ли я в рай, но вот, честное слово, если Россия попадёт в этот круг, в этот золотой миллиард, Вы об этом не пожалеете.
- Профессор Сергей Капица на международном форуме «Интеллектуальная Россия» (2005 год) развеял «страшилки про жирующий золотой миллиард», назвав их наивными. Он считал, что в развитых странах не обеспечивается главный параметр устойчивого развития — воспроизводство народонаселения. Всё более актуальной эта проблема, по его мнению, становится и для России[25].
- Борис Немцов об успешных странах[7]:

Есть такой «золотой миллиард», это успешные страны, которые живут без насилия и где есть мощный средний класс. В странах «золотого миллиарда» права человека, законность и демократия  считаются главными ценностями. Хотите войти в «золотой миллиард», в клуб богатых и процветающих, тогда, будьте добры, не про Америку говорите, а про общечеловеческие ценности.